# 下道郡
- 令制国一覧 > 山陽道 > 備中国 > 下道郡
- 日本 > 中国地方 > 岡山県 > 下道郡

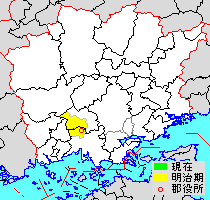
岡山県下道郡の位置

下道郡（かとうぐん、しもつみちのこおり）は、岡山県（備中国）にあった郡。

## 郡域
1878年（明治11年）に行政区画として発足した当時の郡域は、下記の区域にあたる。
- 倉敷市の一部（真備町各町・玉島服部）
- 総社市の一部（高梁川以西）

## 歴史
もとは吉備下道国造が支配した地域で、かつては川上郡も下道郡の一部だったが奈良時代後期から平安時代に分割された。また、古くは小田川の中・上流域を含む広大な地域が下道郡だったともいわれている。
律令制下では、郡衙は秦原郷（総社市秦・福谷・上原・下原・富原・八代・中原・下倉の草田地区、倉敷市真備町岡田・辻田付近）にあったと推定されている。吉備最古の寺院跡のひとつである秦原廃寺跡が秦地区にあるため、付近に製鉄跡（久代など）や古墳が多いことや古社（麻佐岐神社や姫社神社など）が多いことが理由である（倉敷市真備町箭田付近や薗地区辺りに郡衙があったとする説もある＝大きな古墳がある、吉備真備を輩出したことなどが理由）。
和名抄では、「しもつみち」と読み方が記されているが、後に「かとう」との読み方も併用されるようになり、明治以降は「かとう」が正式な呼称となった。

### 近世以降の沿革
- 「旧高旧領取調帳」に記載されている明治初年時点での支配は以下の通り。●は村内に寺社領が存在。（29村）

| 知行 | 知行       | 村数 | 村名 |
| ---- | ---------- | ---- | --- |
| 藩領 | 備中岡田藩 | 16村 | 陶村、服部村、上二万村、下二万村、有井村、川辺村、岡田村、辻田村、市場村、八田村、尾崎村、妹村、本庄村、新庄村、原村、中尾村 |
| 藩領 | 備前岡山藩 | 9村  | 下原村、八代、矢田村、●上原村、富原、秦下村、南秦、上秦、福谷                                                                |
| 藩領 | 備中松山藩 | 4村  | 山田村、久代村、下倉村、影村                                                                                                 |

- 明治2年11月2日（1869年12月4日） - 松山藩が改称して高梁藩となる。
- 明治4年
  - 7月14日（1871年8月29日） - 廃藩置県により、岡田県、岡山県、高梁県の管轄となる。
  - 11月15日（1871年12月26日） - 第1次府県統合により、全域が深津県の管轄となる。
- 明治5年6月5日（1872年7月10日） - 小田県の管轄となる。
- 明治7年（1874年） - 本庄村・新庄村が合併して新本村となる。（28村）
- 明治8年（1875年）12月20日 - 第2次府県統合により岡山県の管轄となる。
- 明治9年（1876年） - 八田村・矢田村が合併して箭田村となる。（27村）
- 明治10年（1877年）（22村）
  - 秦下村・南秦・上秦・福谷が合併して秦村となる。
  - 下原村・八代が合併して御諸村となる。
  - 富原が上原村に合併。
- 明治11年（1878年）9月29日 - 郡区町村編制法の岡山県での施行により、行政区画としての下道郡が発足。郡役所が河辺村に設置（のちに岡田村に移転）。
- 明治14年（1881年）（25村）
  - 御諸村が分割して下原村・八代村となる。
  - 上原村の一部が分立して富原村となる。
  - 秦村の一部が分立して福谷村となる。
- 明治22年（1889年）6月1日 - 町村制の施行により、以下の各村が発足。（14村）
  - 岡田村 ← 岡田村、辻田村（現・倉敷市）
  - 川辺村（単独村制。現・倉敷市）
  - 二万村 ← 下二万村、上二万村（現・倉敷市）
  - 穂井田村 ← 陶村、服部村（現・倉敷市）
  - 呉妹村 ← 妹村、尾崎村（現・倉敷市）
  - 箭田村（単独村制。現・倉敷市）
  - 薗村 ← 有井村、市場村（現・倉敷市）
  - 新本村、山田村、久代村、下倉村（それぞれ単独村制。現・総社市）
  - 水内村 ← 影村、中尾村、原村（現・総社市）
  - 秦村 ← 福谷村、秦村（現・総社市）
  - 神在村 ← 上原村、富原村、八代村、下原村（現・総社市）
- 明治33年（1900年）4月1日 - 郡制の施行により、下道郡・賀陽郡の区域をもって吉備郡が発足。同日下道郡廃止。

## 行政
歴代郡長
| 代 | 氏名 | 就任年月日                | 退任年月日                | 備考                           |
| -- | ---- | ------------------------- | ------------------------- | ------------------------------ |
| 1  |      | 明治11年（1878年）9月29日 |                           |                                |
|    |      |                           | 明治33年（1900年）3月31日 | 賀陽郡との合併により下道郡廃止 |